# Just Sociats Asensio
Just Sociats Asensio (Sant Feliu Sasserra, Bages, 1 de març de 1978) és un corredor de fons, corredor de muntanya i de raquetes de neu català, seleccionador de l'equip català de raquetes de neu.
Els seus inicis en l'atletisme foren al Club Atlètic Manresa, un club al qual va tornar a representar el 2014. Amb el temps s'especialitzà en curses de fons per pista, en cros i en curses d'asfalt, i posteriorment en curses de muntanya, sense deixar mai el cros i les maratons d'asfalt. Ha estat vinculat al Club Excursionista Callús, formant part del qual triomfà el 2013 a la Copa d'Europa de Raquetes de neu. També estigué vinculat al Club Excursionista Bandolers, i des del març del 2017, en que fitxà pel Club Natació Terrassa, forma part d'aquest club. Des de l'any 2007 competeix en curses de muntanya i curses de raquetes de neu.
Sociats ha estat membre de la selecció catalana de curses de muntanya des del 2008. Els anys 2008, guanyant a la 3a Cursa del Pedraforca, i el 2010, a la 10a Cursa de Paüls, Sociats es convertí en Campió de Catalunya de Curses de Muntanya. El mateix anys 2008, formant part d'aquesta selecció, quedà en segona posició a la Copa d'Espanya de curses de muntanya.
L'any 2016, després de guanyar la Cursa per Muntanya de Tivissa, es convertí en el guanyador de la Copa Catalana l’any 2016.
Pel que fa a les raquetes de neu, forma part de la selecció catalana des del 2009. L'any 2014 guanyà la medalla de bronze en el campionat del món de raquetes de neu, i el 2015 es convertí en subcampió del món. Ha guanyat en tres ocasions la Copa d'Europa de raquetes de neu, els anys 2009, 2011 i 2014.
Des de l'any 2016 Sociats és el seleccionador de l'equip de la selecció catalana de raquetes de neu.
L'any 2019 Just Sociats s'imposa en una cursa de raquetes de neu a la Patagònia Argentina.
Tot i la seva especialització en curses de raquetes de neu, Sociats no ha deixat de participar i competir en curses puopulars, com la Cursa de Festa Major de Terrassa el 2016, i en curses de muntanya, com la Pujada a la Mola, la cursa del Bolet d'Ullastrell el 2014, el Trail Sant Esteve el 2015, la Transenyera de Castellbell i el Vilar el 2016, o com la Marató de Muntanya de Sant Llorenç Savall el 2014. A la Pujada a la Mola, Sociats ha guanyat en diverses ocasions, entre les quals el 2009, 2011, 2014, 2016, o el 2019.